# Barbus yongei
The Nzoia Barb (Barbus yongei) là một loài cá vây tia trong họ Cyprinidae.
Nó chỉ được tìm thấy ở Kenya.
Môi trường sống tự nhiên của chúng là hồ nước ngọt. It is not considered a threatened species by the IUCN.